# Австралазия (география)

Австралазия

Австралазия (англ. Australasia) — регион, включающий в себя Австралию, Новую Гвинею, Новую Зеландию и прилегающие к ним острова Тихого океана.
Термин был введён Шарлем де Броссом в Histoire des navigations aux terres australes (1756). Он используется преимущественно в англоговорящих странах; в русском языке встречается сравнительно редко — чаще употребляется «Австралия и Океания», но не всегда с идентичным охватом.

## Физическая география
Австралазия включает в себя Австралийский материк, включая Тасманию, Новую Зеландию, Новую Гвинею и прилегающие острова севернее и восточнее Австралии в Тихом океане. Термин иногда употребляется ко всем территориям, расположенным в Тихом океане между экватором и 47° ю. ш.
Большая часть Австралазии расположена на Индо-Австралийской тектонической плите. Крайние острова расположены на Евразийской плите в северо-западной части Австралазии и Филиппинской плите в северной части.

## Антропология
Антропологи, несмотря на расхождения в деталях, придерживаются теории о южноазиатском происхождении коренного населения Австралазии, австралоидов и полинезийцев (см. Расселение Homo sapiens в Азии и Австралии).

## Экология
С экологической точки зрения Австралазия — уникальный биогеографический регион Австралийская область, в котором существует множество редких растений и животных. В этом контексте «Австралазия» употребляется в отношении Австралии, Новой Гвинеи и прилегающих островов, включая Индонезийские острова.

## Хозяйство

### Полезные ископаемые
Австралийская платформа содержит большие запасы золота, платины, урановых, железных, медных, свинцово-цинковых руд и олова. К осадочным толщам платформы приурочены месторождения фосфоритов, каменного и бурого угля, нефти и природного газа. Многие полезные ископаемые (например бокситы, железная руда) залегают на небольшой глубине и добыча их ведется открытым и дешёвым способом. Месторождения нефти, газа и угля приурочены к впадинам и прогибам платформы. Австралия занимает первое место в мире по добыче бокситов, цинка и алмазов. Второе — по добыче железной руды, урана и свинца, третье — по добыче никеля и золота. В Австралии находится четвёртая часть запасов урана развитых стран мира, добывается треть всех алмазов планеты.
На островах Океании распределены крайне неравномерно. Хозяйство ведется там, где имеются ценные полезные ископаемые. Так, в Новой Каледонии находится 25 % мировых запасов никеля, на острове Рождества имеются запасы фосфатов. Среди государств Океании выделяется Папуа-Новая Гвинея, где имеются золото, медь, серебро, разведаны запасы нефти и газа.

### Хозяйственная деятельность
Вся часть света входит в так называемый Австралийский Союз, благодаря которому, Австралия и Океания входит в группу экономически развитых стран мира. Этому способствует отсутствие военных действий на его территории, разнообразие природных ресурсов, постоянная финансовая и политическая поддержка Великобритании (кредиты, субсидии, высококвалифицированные рабочие кадры и т. д.). В структуре ВВП Австралии на долю сельского хозяйства приходится 4 %, промышленность — 25 %, сферы услуг — 71 %.

### Горнодобывающая промышленность
Этот вид промышленности определяет «лицо» Австралии и Океании в мировом хозяйстве, даёт треть всей промышленности продукции. Австралия занимает 1-е место в мире по экспорту угля, бокситов, 2-е — железной руды, 3-е — добыче золота. Австралия стала одним из мировых центров обеспечения минеральным сырьём многих государств мира. Район крупнейших в мире разработок железной руды и одна из крупнейших в мире шахт по добыче технических алмазов находятся на северо-западе страны. Главный старый каменноугольный бассейн страны — район Сиднея — Ньюкасла. Для перевозки руд используются современные автопоезда, включая многотонные БелАЗы из Беларуси. Добыча нефти и природного газа ведется на шельфе в Басовом проливе. В последнее время осуществляется сдвиг горнодобывающей промышленности Австралии в районы Севера и Запада. На западном побережье полуострова Кейп-Йорк разрабатывается крупнейшее в мире месторождение высококачественных бокситов. На севере в районе города Дарвин разведаны большие запасы урановой руды.
На многих островах вулканического и материкового происхождения добывают руды цветных металлов, каменный уголь, разрабатывают залежи фосфоритов. С каждым годом государства Океании становятся объектом хозяйственной деятельности человека.

### Обрабатывающая промышленность
Австралия славится ведущими отраслями обрабатывающей промышленности — металлургия, машиностроение, химическая и пищевая. Ускоренно развивается машиностроение, появившееся в стране в XX в. Предприятия обрабатывающей промышленности работают на местном сырье. Новые металлургические комбинаты расположены на юге и юго-западе страны, вблизи месторождений железной руды (города Уайлла, Куинана). В Куинане построен металлургический комбинат, работающий на местном каменном угле и железной руде. Вся продукция идет преимущественно на нужны внутреннего рынка.
Сельское хозяйство Австралии полностью обеспечивает себя продуктами питания, и в то же время остается крупнейшим экспортом продовольствия. Из Австралии вывозят мясо, сливочное масло, сыр, муку, сахар. Поставляется баранина, говядина, телятина, молочные продукты. Природные условия оказались на редкость благоприятными для овцеводства, использующего 60 % территорий в зоне саванн и редколесий. Основную группу составляют овцы-мериносы. Их шерсть высокого качества и самая дорогая. Страна занимает одно из первых мест в мире по настригу шерсти. Обеспеченность пашни на душу населения в Австралии составляет более 1,8 га, причем Австралия является крупнейшим экспортёром пшеницы.
Современные жители Океании занимаются земледелием, выращивая кокосовые пальмы, бананы, какао, кофе. Традиционный промысел — рыболовство. На месте уничтоженной растительности разбиты плантации, где возделываются сахарный тростник, ананасы, бананы, чай, кофе, каучуконосные и другие культуры.